# Agrotis schreiteri
Agrotis schreiteri là một loài bướm đêm trong họ Noctuidae.